# Diocesi di Aurangabad
La diocesi di Aurangabad (in latino Dioecesis Aurangabadensis) è una sede della Chiesa cattolica in India suffraganea dell'arcidiocesi di Nagpur. Nel 2022 contava 16.280 battezzati su 18.731.872 abitanti. È retta dal vescovo Bernard Lancy Pinto.

## Territorio
La diocesi comprende per intero le divisioni di Aurangabad e Nanded nello stato indiano del Maharashtra.
Sede vescovile è la città di Aurangabad, dove si trova la cattedrale di San Francesco di Sales.
Il territorio si estende su 64.080 km² ed è suddiviso in 28 parrocchie.

## Storia
La diocesi è stata eretta il 17 dicembre 1977 con la bolla Qui arcano di papa Paolo VI, ricavandone il territorio dall'arcidiocesi di Hyderabad e dalla diocesi di Amravati.

## Cronotassi dei vescovi
Si omettono i periodi di sede vacante non superiori ai 2 anni o non storicamente accertati.
- Dominic Joseph Abreo † (17 dicembre 1977 - 1º maggio 1987 deceduto)
- Ignatius D'Cunha † (6 febbraio 1989 - 20 gennaio 1998 ritirato)
- Sylvester Monteiro † (9 febbraio 1999 - 14 agosto 2005 deceduto)
- Edwin Colaço (20 ottobre 2006 - 13 maggio 2015 ritirato)
- Ambrose Rebello (13 maggio 2015 - 17 febbraio 2024 ritirato)
- Bernard Lancy Pinto, succeduto il 17 febbraio 2024

## Statistiche
La diocesi nel 2022 su una popolazione di 18.731.872 persone contava 16.280 battezzati, corrispondenti allo 0,1% del totale.
| anno | popolazione | popolazione | popolazione | presbiteri | presbiteri | presbiteri | presbiteri                | diaconi | religiosi | religiosi | parrocchie |
| anno | battezzati  | totale      | %           | numero     | secolari   | regolari   | battezzati per presbitero | diaconi | uomini    | donne     | parrocchie |
| ---- | ----------- | ----------- | ----------- | ---------- | ---------- | ---------- | ------------------------- | ------- | --------- | --------- | ---------- |
| 1980 | 10.492      | 2.420.000   | 0,4         | 22         | 11         | 11         | 476                       |         | 19        | 38        | 9          |
| 1990 | 13.200      | 10.807.000  | 0,1         | 34         | 19         | 15         | 388                       |         | 18        | 77        | 16         |
| 1999 | 17.380      | 10.032.380  | 0,2         | 44         | 25         | 19         | 395                       |         | 21        | 129       | 20         |
| 2000 | 17.400      | 10.034.400  | 0,2         | 43         | 24         | 19         | 404                       |         | 21        | 129       | 20         |
| 2001 | 14.000      | 10.026.000  | 0,1         | 43         | 24         | 19         | 325                       |         | 21        | 131       | 22         |
| 2002 | 14.200      | 10.026.200  | 0,1         | 45         | 26         | 19         | 315                       |         | 21        | 154       | 22         |
| 2003 | 14.200      | 10.026.200  | 0,1         | 43         | 24         | 19         | 330                       |         | 21        | 158       | 22         |
| 2004 | 14.200      | 10.026.200  | 0,1         | 42         | 23         | 19         | 338                       |         | 21        | 163       | 22         |
| 2006 | 14.425      | 10.031.425  | 0,1         | 40         | 21         | 19         | 360                       |         | 21        | 163       | 22         |
| 2012 | 15.623      | 10.258.000  | 0,2         | 43         | 22         | 21         | 363                       |         | 24        | 183       | 23         |
| 2015 | 17.592      | 10.383.000  | 0,2         | 46         | 23         | 23         | 382                       |         | 33        | 166       | 27         |
| 2018 | 19.150      | 10.822.890  | 0,2         | 50         | 25         | 25         | 383                       |         | 31        | 212       | 36         |
| 2020 | 16.945      | 18.936.800  | 0,1         | 64         | 28         | 36         | 264                       |         | 38        | 163       | 27         |
| 2022 | 16.280      | 18.731.872  | 0,1         | 71         | 30         | 41         | 229                       |         | 41        | 150       | 28         |